# ألفريد روسل فرانسيس
ألفريد روسل فرانسيس (بالإنجليزية: Alfred Francis Russell)‏ (و. 1817 – 1884 م) هو سياسي من ليبيريا ولد في كنتاكي.